# ザ・ユニバース (映画)
『ザ・ユニバース』（英題: We are born of stars）は、1985年に開催された国際科学技術博覧会（つくば科学万博、つくば '85）の富士通パビリオンで上映された映画である。

## 概要
アナグリフ方式(赤青)を立体視に採用し、IMAX全天周上映方式を採用した世界初の全天周立体映画。
映像作成には当時のスーパーコンピューター　FACOM M380と画像生成コンピューターLinks-1を使って製作された。